# Hervé Coatalen
Hervé Coatalen – francuski kierowca wyścigowy.

## Kariera
W wyścigach samochodowych Coatalen startował głównie w wyścigach samochodów sportowych. W 1950 roku Francuz odniósł zwycięstwo w klasie S 1.1 24-godzinnego wyścigu Le Mans, a w klasyfikacji generalnej był 24.